# 235145 Ericquirico
235145 Ericquirico este o planetă minoră (asteroid) din centura de asteroizi. A fost descoperită pe 25 august 2003 la Observatorio de Cerro Tololo⁠(d) de Marc Buie⁠(d). 
Obiectul prezintă o orbită caracterizată de o semiaxă mare de 2,5580952460393 UAi, o excentricitate de 0,23570186946972, o înclinație de 5,1548541392898 ° în raport cu ecliptica.